# 松平親貴
松平 親貴（まつだいら ちかたか）は、江戸時代後期の大名。豊後国杵築藩の第10代（最後）の藩主。官位は従五位下・河内守。能見松平家16代。

## 略歴
9代藩主・松平親良の長男として誕生した。母は側室松崎氏。幼名は録之助。
嘉永6年（1853年）2月15日、12代将軍・徳川家慶に拝謁する。同年12月7日、従五位下・河内守に叙任する。慶応4年（1868年）2月13日、親良に代わり上洛し、恭順の姿勢を示した。同年4月9日、親良の隠居により家督を継ぐ。
父が佐幕派であったのに対し、親貴は新政府派であり、同年の戊辰戦争では新政府に与して会津にまで出兵した。
明治2年（1869年）6月20日、版籍奉還により知藩事となる。明治4年（1871年）7月15日、廃藩置県で免官された。同年9月23日、東京に移った。明治6年（1873年）1月22日、権少教正に就任する。明治15年（1882年）8月20日、父に先立って45歳で死去した。法号は泰岳院。墓所は東京都台東区谷中の谷中共同墓地。

## 栄典
- 1873年（明治6年）12月8日 - 銀盃一個[2]

## 系譜
- 父：松平親良（1810年 - 1891年）
- 母：松崎氏
- 正室：ひで - 松平乗懿長女
  - 長男：松平親信（1875年 - 1914年）